# 蘇雨
蘇雨（1543年—？年），字以時，號訥菴，四川省重慶府巴縣人，明朝政治人物。

## 生平
隆慶四年（1570年）庚午科四川鄉試第三十六名舉人，萬曆二年（1574年）甲戌科會試一百六十七名，廷試第三甲第八名進士。。萬曆十二年十一月由户部郎中升湖廣按察使司僉事。

## 家族
曾祖蘇致中，知府；祖蘇廷俸；父蘇夢熊；母李氏；繼母鄭氏。永感下。兄溥（訓導）；愽（恩例冠帶），弟進（監生）；逵；達；遠。由